# 79360 Sila-Nunam

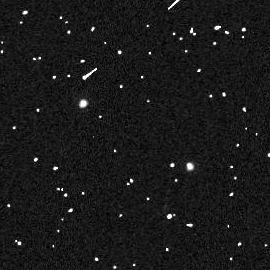
79360 Sila-Nunam

79360 Sila-Nunam (provisorisk beteckning: 1997 CS29) är en binär Cubewano, ett småplanetpar i Kuiperbältet. Sila-Nunam upptäcktes 3 februari 1997 av astronomerna Jane Luu, David C. Jewitt, Chad Trujillo och Jun Chen vid observatoriet vid Mauna Kea. 

## Binärt objekt
Att det rörde sig om två himlakroppar upptäcktes med hjälp av Rymdteleskopet Hubble 22 oktober 2002. 
De två objekten är 249 respektive 236 kilometer stora. De roterar runt varandra i nästan cirkelrunda banor på ett avstånd av 2780 kilometer. Ett sådant varv tar 12,51 dygn. Det större objektet roterar runt sin egen axel på 300 timmar.

## Namngivning
De två objekten fick 9 januari 2012 namnen Sila respektive Nunam efter de inuitiska himmels- och jordgudinnorna.